# 빌라노바델바티스타
빌라노바델바티스타(이탈리아어: Villanova del Battista)는 이탈리아 캄파니아주 아벨리노도의 코무네다.